# Повратак живих мртваца 4: Некрополис
Повратак живих мртваца 4: Некрополис (енгл. Return of the Living Dead: Necropolis) је амерички хорор филм из 2005. године, режисера Елорија Елкајема, са Ејми-Лин Чедвик, Коријем Хардриктом, Џоном Кифом, Џаном Крејмер и Питером Којотеом у главним улогама. Трећи је наставак у серијалу Повратак живих мртваца, али радња није повезана са дешавањима из претходних филмова.
Филм је добио негативне критике, а публика на сајту Rotten Tomatoes га је оценила са 16%. Критичари са сајта Bloody Disgusting били су мало позитивнији у рецензији, те су написали да филм заслужује похвалу за добар покушај. Сниман је у Румунији, упоредно са својим наставком који носи наслов Повратак живих мртваца 5: Рејв до гроба. Оба филма су премијерно приказана на Syfy каналу, у октобру 2005.
За разлику од својих претходника, овај филм враћа Ромеров концепт зомбија, те они поново могу бити „убијени” уколико се упуцају у главу.

## Радња
Десет година након догађаја из Повратка живих мртваца 3, Питер Гарисон путује у Чернобиљ, на место где се 1986. догодила Чернобиљска катастрофа, како би откупио последње залихе триоксина.
Неколико дана касније, у покушају да спасу пријатеља од зле корпорације, група тинејџера ослобађа хорду зомбија, реанимираних триоксином.

## Улоге
| Глумац                | Улога            |
| --------------------- | ---------------- |
| Ејми-Лин Чедвик       | Беки Карлтон     |
| Кори Хардрикт         | Коди Кавана      |
| Џон Киф               | Џулијан Гарисон  |
| Џана Крејмер          | Кејти Вилијамс   |
| Питер Којоти          | Чарлс Гарисон    |
| Елвин Дандел          | Зик Борден       |
| Александру Геона      | Џејк Гарисон     |
| Тома Данила           | Карлос           |
| Дајана Мунтену        | Мими Ромеро      |
| Шербан Георгевич      | Хектор           |
| Гелу Ниту             | Борис            |
| Клаудију Трандафир    | Николај          |
| Борис Петров          | Красти           |
| Константин Барбулеску | Џои              |
| Разван Опре           | Дарен            |
| Дан Астилену          | Гарсија          |
| Лорена Лупу           | Џини             |
| Естер Натали          | госпођа Рејбернс |